# Хокли (окръг, Тексас)
Окръг Хокли (на английски: Hockley County) е окръг в щата Тексас, Съединени американски щати. Площта му е 2354 km², а населението - 22 716 души (2000). Административен център е град Левълленд.